# Via dell'Arte della Lana
Via dell'Arte della Lana è una strada del centro storico di Firenze, situata tra via Porta Rossa e via Orsanmichele, che deve il suo nome al palazzo dell'Arte della Lana. Si innesta lungo il tracciato via dei Lamberti. 

## Storia
La via si compone di due tratti, separati da via de' Lamberti. Il primo, da via Porta Rossa, era in antico lo sdrucciolo di San Michele o sdrucciolo dei Cavalcanti (o ancora via di Sotto l'Arco o via dello sdrucciolo di Orsanmichele), un vicolo coperto da volte che venne allargato e normalizzato durante il Risanamento di Firenze, sebbene mantenga ancora oggi la lieve pendenza e un andamento leggermente tortuoso nel tratto vicino a Porta Rossa. Su questo vicolo insistevano delle abitazioni, nelle quali ebbe per un certo tempo casa il pittore Andrea del Sarto: sebbene le fonti ricordassero alcuni affreschi in quelle stanze, non reperiti al tempo delle demolizioni, restava sulla strada, affacciato verso Orsanmichele, un grande tabernacolo centinato con un'Annunciazione dipinta da quel pittore, oggi staccata e conservata nel Museo del Cenacolo di Andrea del Sarto. Sul lato ovest si trovava, in angolo con via Porta Rossa, la loggia dei Cavalcanti, a cui seguivano una serie di botteghe con ingresso principale su via Calimala che appartennero in antico ai Cavalcanti e che qui ebbero anche un torre di cui si vedevano ancora le tracce nell'Ottocento; tra queste botteghe e case si apriva una piccola corte detta la "platea" in alcuni documenti. Nella casa d'angolo con via dei Lamberti, lato est, ebbe inoltre sede l'Arte dei Chiavaioli.
Il tratto successivo, tra Orsanmichele e il palazzo dell'Arte della Lana, era invece detto piazza di Orsanmichele, come tutte le strade che giravano attorno a quel monumento, a parte via Calzaiuoli, ed aveva la stessa estensione che si vede oggi, separando questi due antichi edifici che però, proprio su questa strada, sono uniti da un cavalcavia cinquecentesco. Esso era stato costruito al tempo di Cosimo I de' Medici per un più agevole accesso al piano superiore di Orsanmichele, che era stato destinato ad archivio notarile. 
L'attuale denominazione è stata conferita dalla giunta comunale il 24 dicembre 1900.

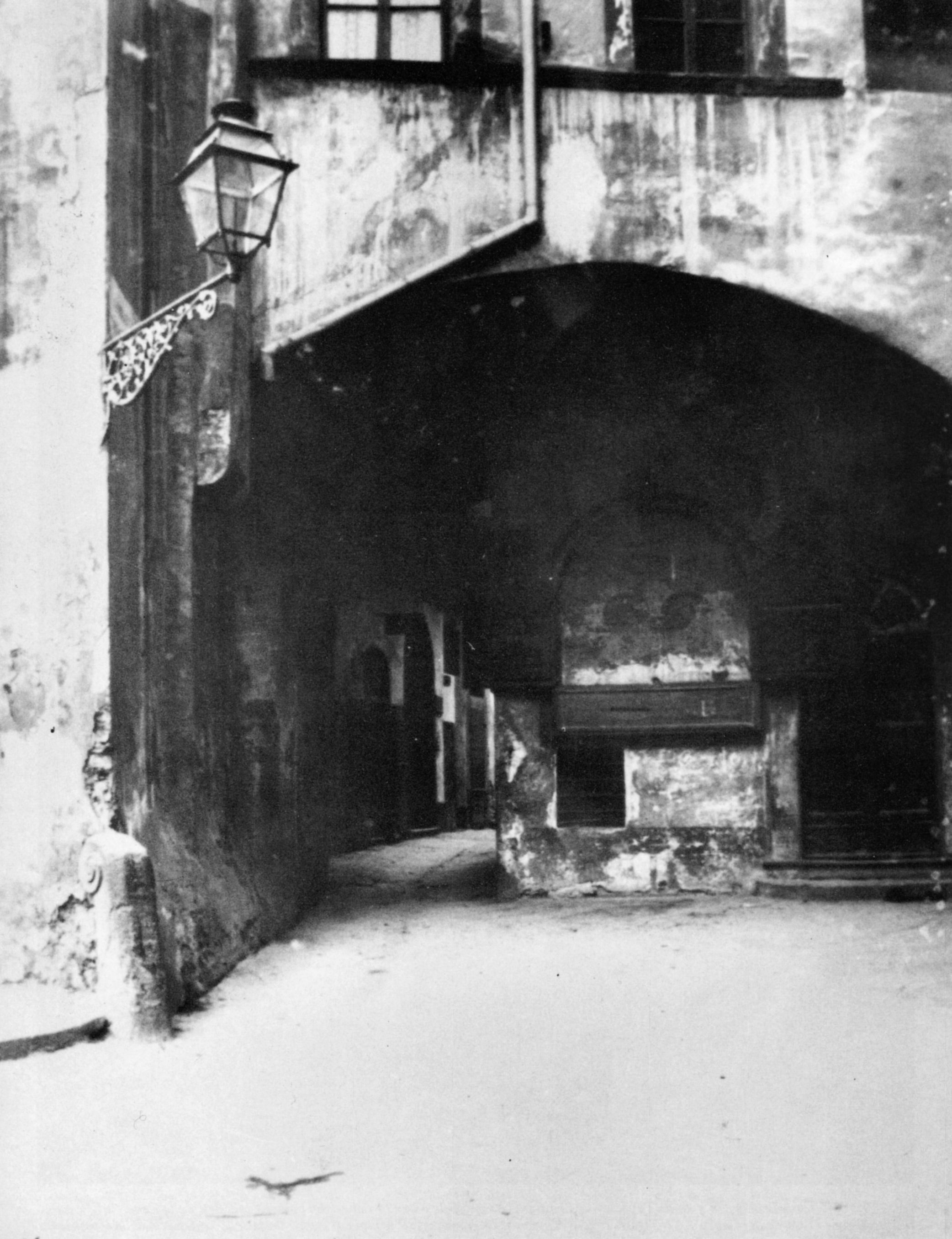
Veduta della volta dello sdrucciolo in cui si vede il tabernacolo
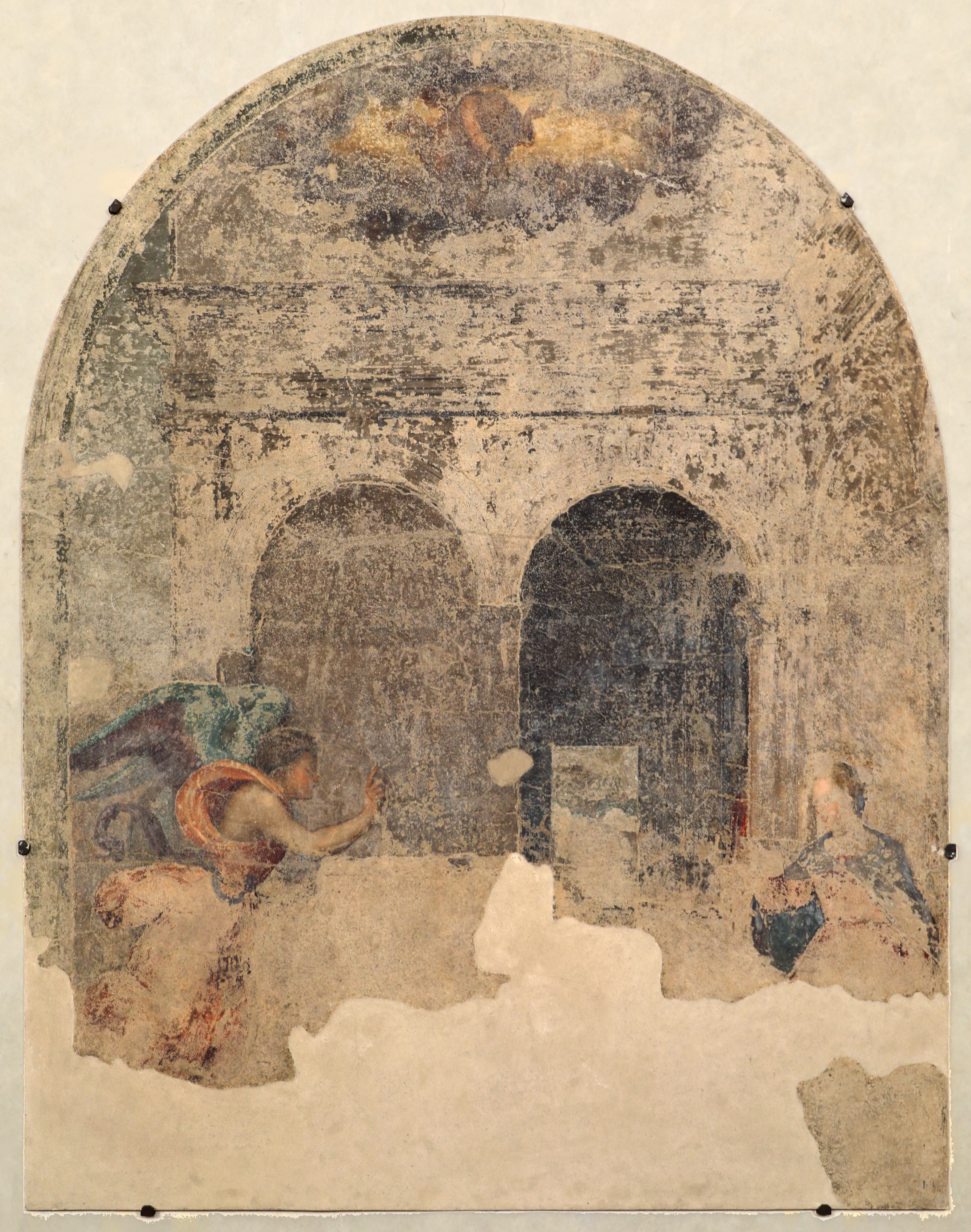
L'Annunciazione di Andrea del Sarto
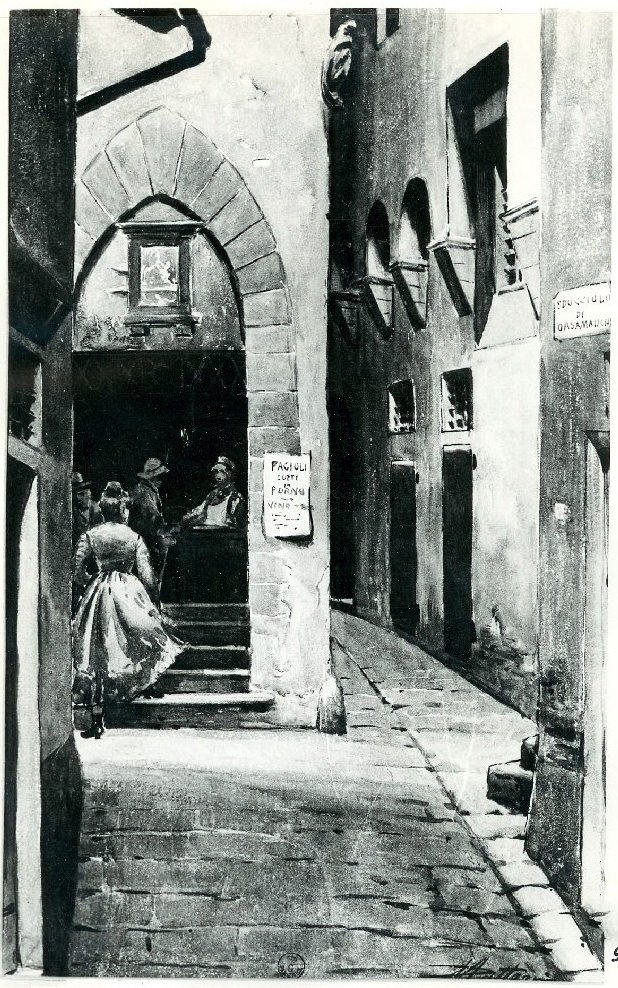
Lo sdrucciolo visto da via Porta Rossa, in un dipinto di Dante Mattani
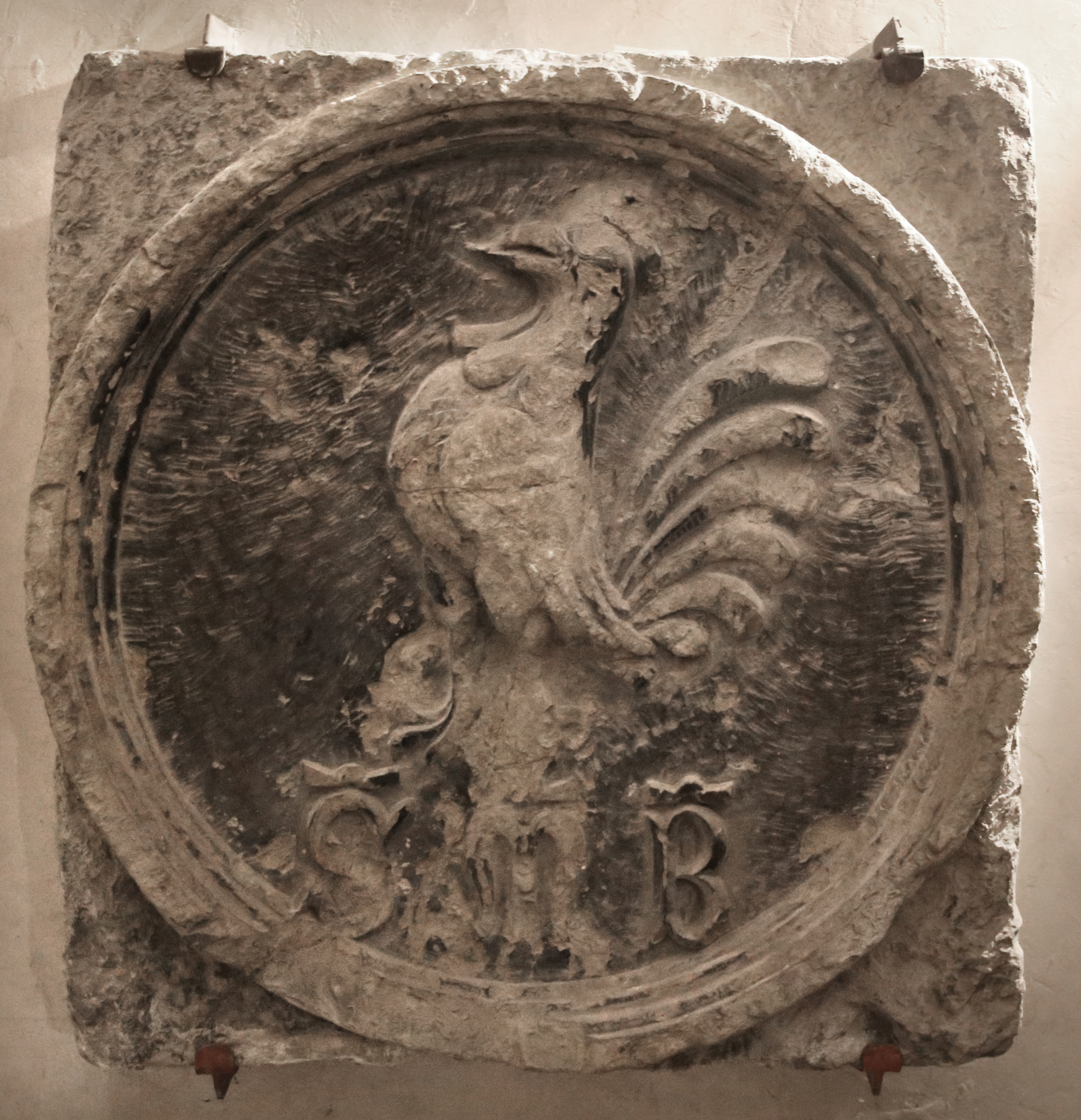
Pietrino del Bigallo, da una casa demolita (Museoi di San Marco)
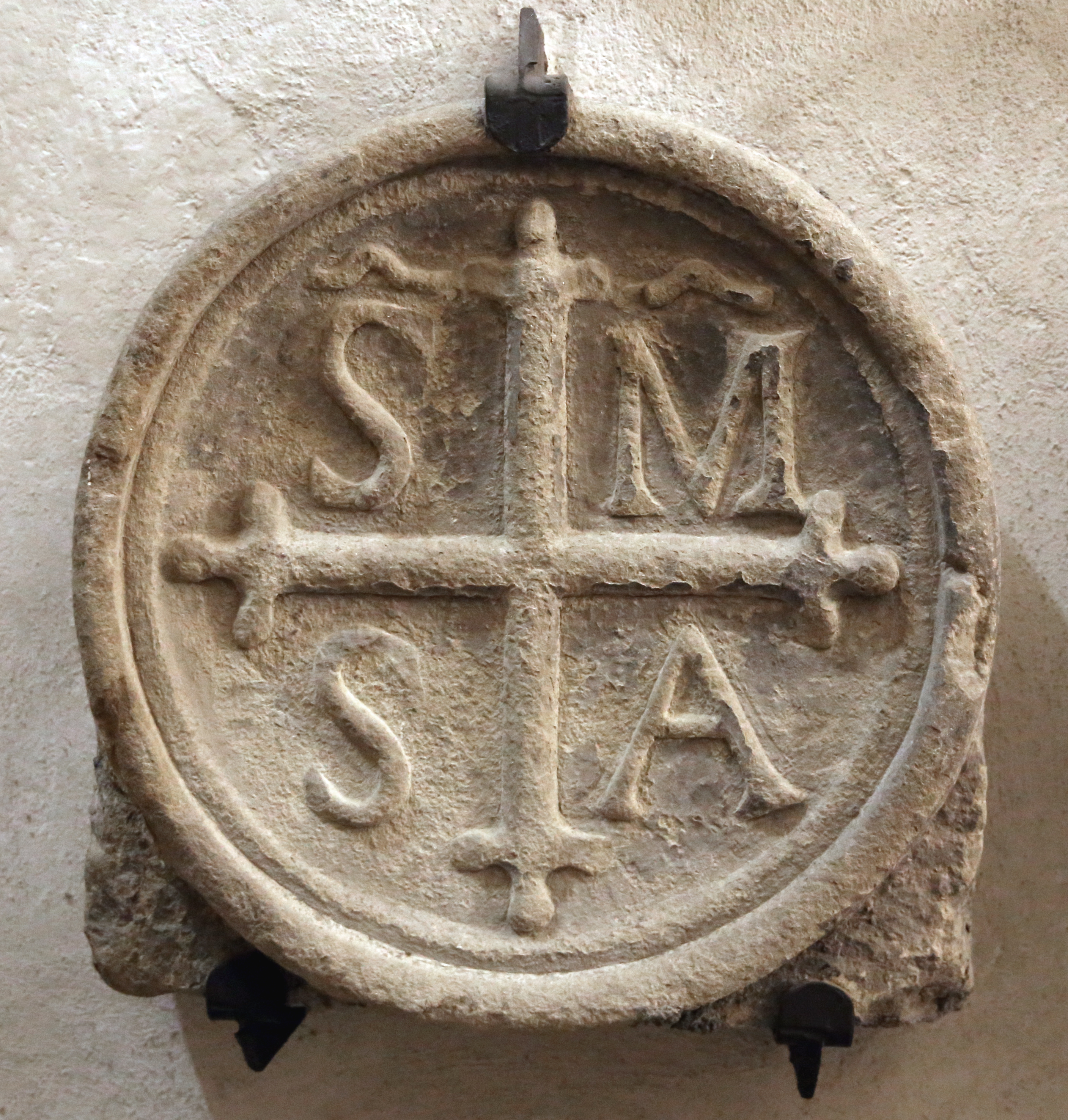
Pietrino della Compagnia di Santa Maria e Sant'Agnese, da una casa demolita (Museoi di San Marco)
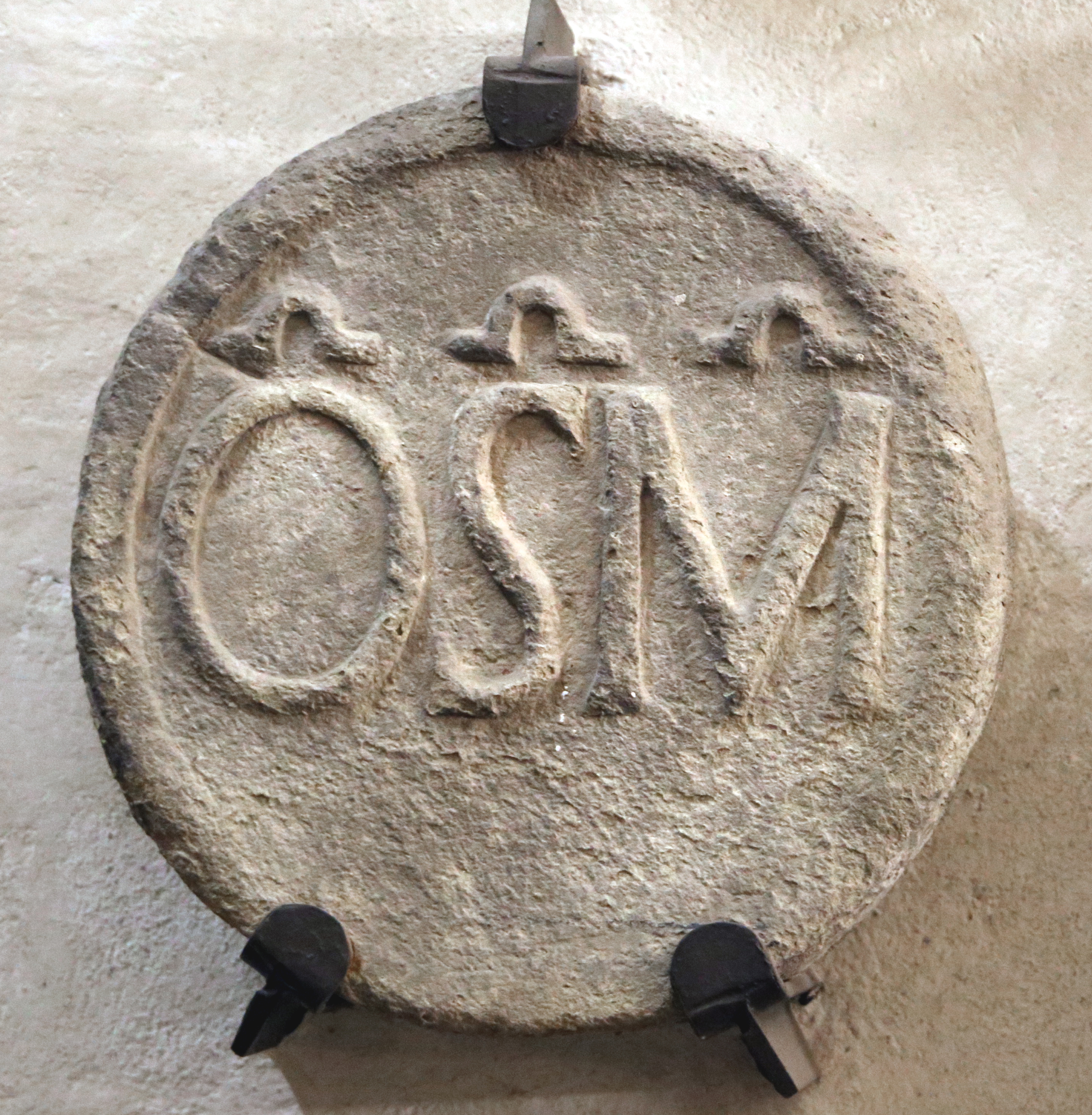
Pietrino della Compagnia di Orsanmichele, da una casa demolita (Museoi di San Marco)
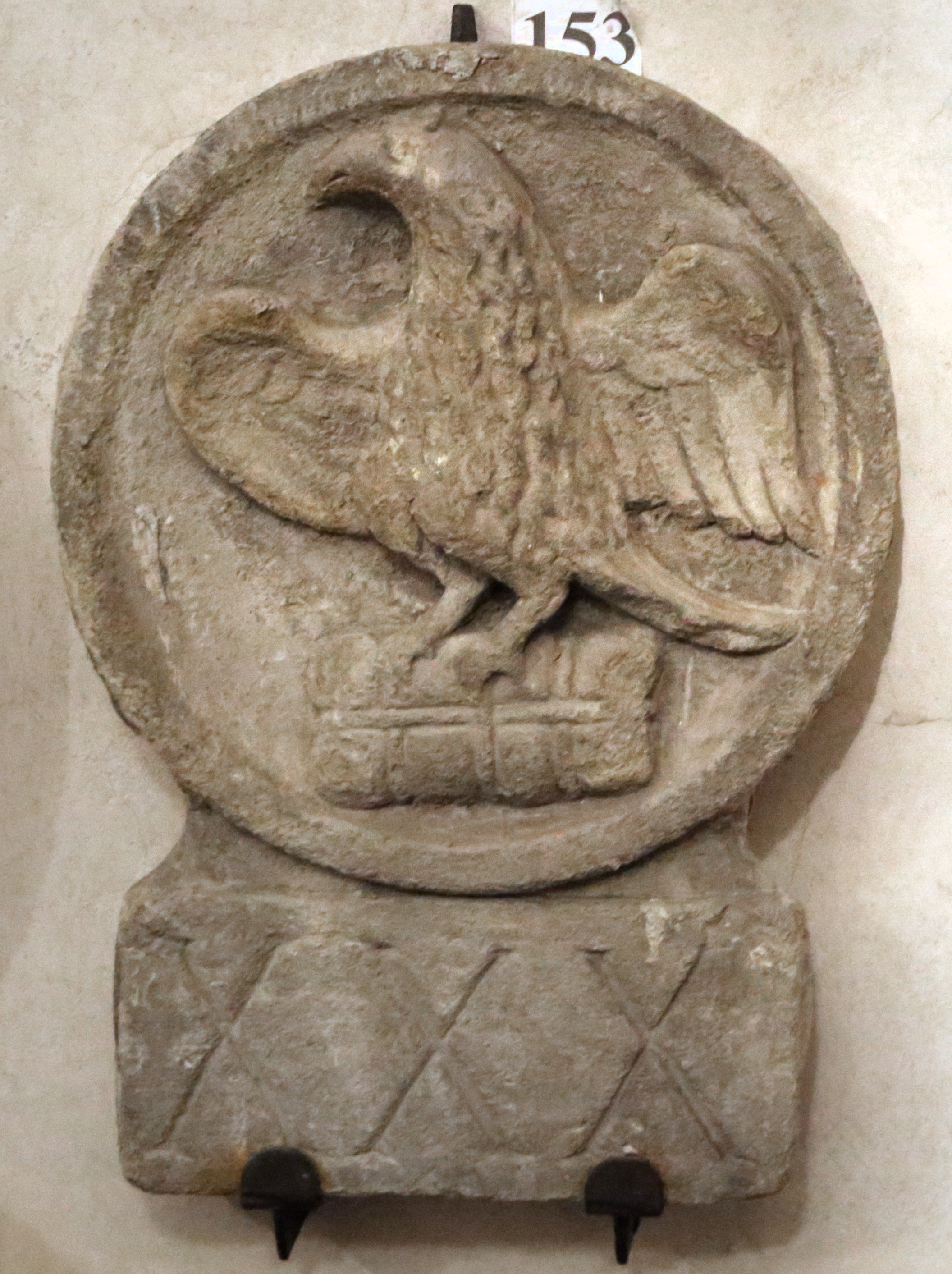
Pietrino del'Arte dei Mercatanti, da una casa demolita (Museoi di San Marco)
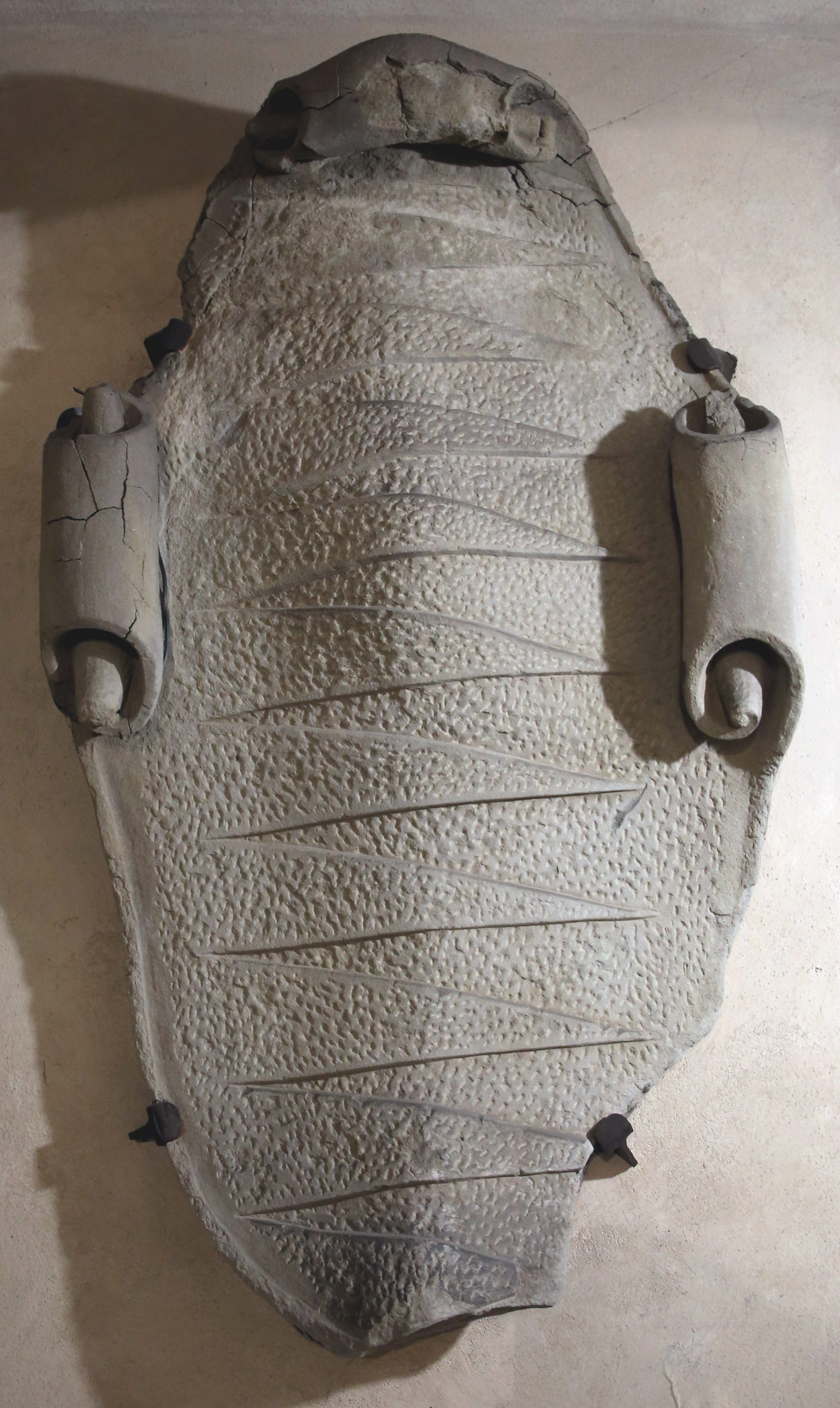
Stemma Corbizi da una casa demolita (Museoi di San Marco)

## Descrizione
Si tratta di una via appartata, comunque frequentata per la presenza dell'accesso principale a Orsanmichele, con la carreggiata lastricata.

### Edifici
| Immagine | N°     | Nome                                    | Descrizione |
| -------- | ------ | --------------------------------------- | --- |
|          | 1r-13r | Palazzo degli Angeli                    | Il grande palazzo (sette assi per quattro piani) sorge nella zona già segnata da antiche case delle famiglie Cavallereschi e Borromei e, su questo lato tra Porta Rossa e Calimala, dalla loggia dei Cavalcanti. Risulta eretto su progetto dell'architetto Giuseppe Boccini nel 1892 come sede dei Grandi magazzini proprietà di Silvio Catastini. Nel 1921 fu acquistato dalla Società Cattolica d'Assicurazione. L'edificio si distingue dalle coeve architetture neocinquecentesche per l'intervento pittorico a monocromo che si dispiega su tutti i fronti, a fingere una decorazione a graffito (anche su questo lato che rappresenta il retro dell'edificio). Nonostante il riferimento a una tecnica antica e tradizionale, non vi è qui l'intento di riproporre modelli rinascimentali ma, pur citando sfingi, grifi e mascheroni di eco manierista, di esprimere una sensibilità chiaramente tardo ottocentesca. Qui abitò, nei primi decenni del Novecento, Aldo Palazzeschi con la sua famiglia. |
|          | 2      | Casa dell'Arte del Cambio               | L'esteso edificio, un tempo appartenuto ai Cavalcanti, segna l'angolo tra via dell'Arte della Lana (dove è l'ingresso) e via Porta Rossa e presenta fronti variamente articolati dato che, organizzato ai suoi estremi su cinque piani, in corrispondenza del canto è ridotto in altezza per lasciare spazio ad una ampia terrazza. Per quanto l'esterno documenti i molti rimaneggiamenti occorsi nei secoli alla fabbrica, è evidente la sua antica fondazione, sia per il luogo nel quale ci troviamo, sia per il non allineamento dell'edificio dal lato di via dell'Arte della lana con gli altri edifici, sia per le porzioni in pietra concia risparmiate dall'intonaco, così sull'angolata, così in particolare sulla porzione al limitare destro del fronte su via Porta Rossa, dove è un ampio fornice (con varie integrazioni in pietra artificiale) in perfetta continuità con gli edifici che precedono, compreso il palazzo Cavalcanti che poi sfoga su via Calzaiuoli. Dell'antica storia reca memoria anche un pietrino con l'insegna dell'Arte del Cambio, posto appunto sul fornice segnato con il 12 rosso. |
|          | 1      | Palazzo dell'Arte della Lana            | L'originario edificio destinato a residenza dell'Arte della Lana fu eretto nel 1308, come attestano due iscrizioni latine presenti sui fronti dell'attuale palazzo (ambedue con scolpito in rilievo l'Agnus Dei proprio dell'insegna dell'Arte), inglobando una più antica torre della famiglia Compiobbesi. Acquistato nel 1890 dal Comune di Firenze fu ceduto nel 1903 alla Società Dantesca Italiana per le pubbliche letture ad illustrazione della Divina Commedia. Questa promosse un complesso intervento di restauro e ricostruzione della proprietà, oramai isolata a seguito dell'intervento di risanamento dell'area del Mercato Vecchio (1881-1895), in modo da trasformare l'antica torre dei Compiobbesi in un'architettura aderente all'idea che allora si aveva della Firenze trecentesca. Su questo lato si trova luna tettoia cinquecentesca, sorretta da mensoloni in legno a forma di S e con lacunari intagliati, sotto la quale si aprono tre porte, per il piano terra e per i sotterranei, che oggi danno su ambienti secondari e di servizio: su uno di questi portoni si legge ancora "U. Zanobetti", a testimoniare come qui dovette esserci un tempo un'attività commerciale. |
|          | s.n.   | Cavalcavia di Orsanmichele              | Nel 1569 Cosimo I de' Medici, per consentire un più agevole accesso ai piani superiori della chiesa di Orsanmichele, destinata ad ospitare il nuovo Archivio Generale dei Contratti privati e dei testamenti, decretò la costruzione di una scala con accesso da via Calimala che, seguendo il fianco della residenza con un ulteriore corpo addossato, determinava su via dell'Arte della Lana un collegamento aereo tra i due edifici, il tutto su progetto di Bernardo Buontalenti. La scala |
|          | s.n.   | Orsanmichele                            | Il grande edificio, oggi formante un parallelepipedo di tre piani sorse come deposito e loggia del mercato delle granaglie, sorse a partire dal 1240 su un piccolo monastero femminile dedicato a san Michele e dotato di orti, da cui per contrazione prese il nome. I lavori, progettati probabilmente da Arnolfo di Cambio, si conclusero nel 1290. Su uno dei pilastri si trovava un dipinto, forse ad affresco, di una Madonna, ritenuta miracolosa e oggetto di grande devozione popolare. Del culto e della gestione delle donazioni e elargizioni ex voto si occupava la compagnia dei Laudesi. La loggia fu gravemente danneggiata da un incendio il 10 luglio 1304; ricostruita tra il 1337 e il 1350 da Simone Talenti, Neri di Fioravante e Benci di Cione Dami, ebbe la forma attuale, di maggiori dimensioni e a pianta rettangolare. Nel 1347 Bernardo Daddi dipinse la Madonna delle Grazie che andò a sostituire l'antica immagine venerata, andata distrutta nell'incendio. dagli anni 1360 si decise di tamponare le arcate al piano terra e allontanare il mercato, destinando definitivamente l'edificio a chiesa. Nel frattempo, dal 1404, l'Arte della Seta ottenne ufficialmente dal Comune che i tabernacoli esterni fossero decorati dalle statue dei santi protettori delle Arti di Firenze. Sul lato di via dell'Arte della Lana in particolare si trovano i due portoni dell'ingresso principale e i tabernacoli dei Fabbri (col Sant'Eligio di Nanni di Banco), dell'Arte della Lana (Santo Stefano di Lorenzo Ghiberti) e dell'Arte del Cambio (con il San Matteo pure del Ghiberti). Oggi è ancora un edificio religioso al piano terra, e museo ai due piani superiori. |
|          | s.n.   | Tabernacolo di Santa Maria della Tromba | Sul palazzo dell'Arte della Lana, nella cantonata con via di Orsanmichelem, fa bella mostra il ricostruito tabernacolo di Santa Maria della Tromba, entro un vano trapezoidale coperto da una tettoia copiata dalle più antiche raffigurazioni del tabernacolo nella sua collocazione originaria in Mercato Vecchio. Durante le demolizioni di quell'isolato dove originariamente si trovava l'architetto Cesare Spighi, sollecitato da Guido Carocci, ne fece dei rilievi e approntò un progetto per la sua ricostruzione su questo palazzo, che in quegli anni veniva "restaurato" (su progetto di Enrico Lusini, 1905) con una ricca decorazione in parte mutuata da altri edifici demoliti e in parte reinventata secondo il gusto romantico allora dominante. Il progetto di ricostruzione del tabernacolo fu messo in opera nel 1917. |

### Lapidi
Sul lato posteriore del palazzo dell'Arte della Lana si trova uno stemma doppio con iscrizione simile a quella che si legge anche sull'ltra facciata:
| MMCCCVIII · IND VII · DIE XI · SEPTEMBRIS · DOMVS ET CHVRIA · ARTIS · LANE · CIVITATIS · FLORENTIE |

Questo stemma mostra gli agnelli in posizione affrontata, e in alto è decorato da una testina sporgente soprta la cornice.

## Note

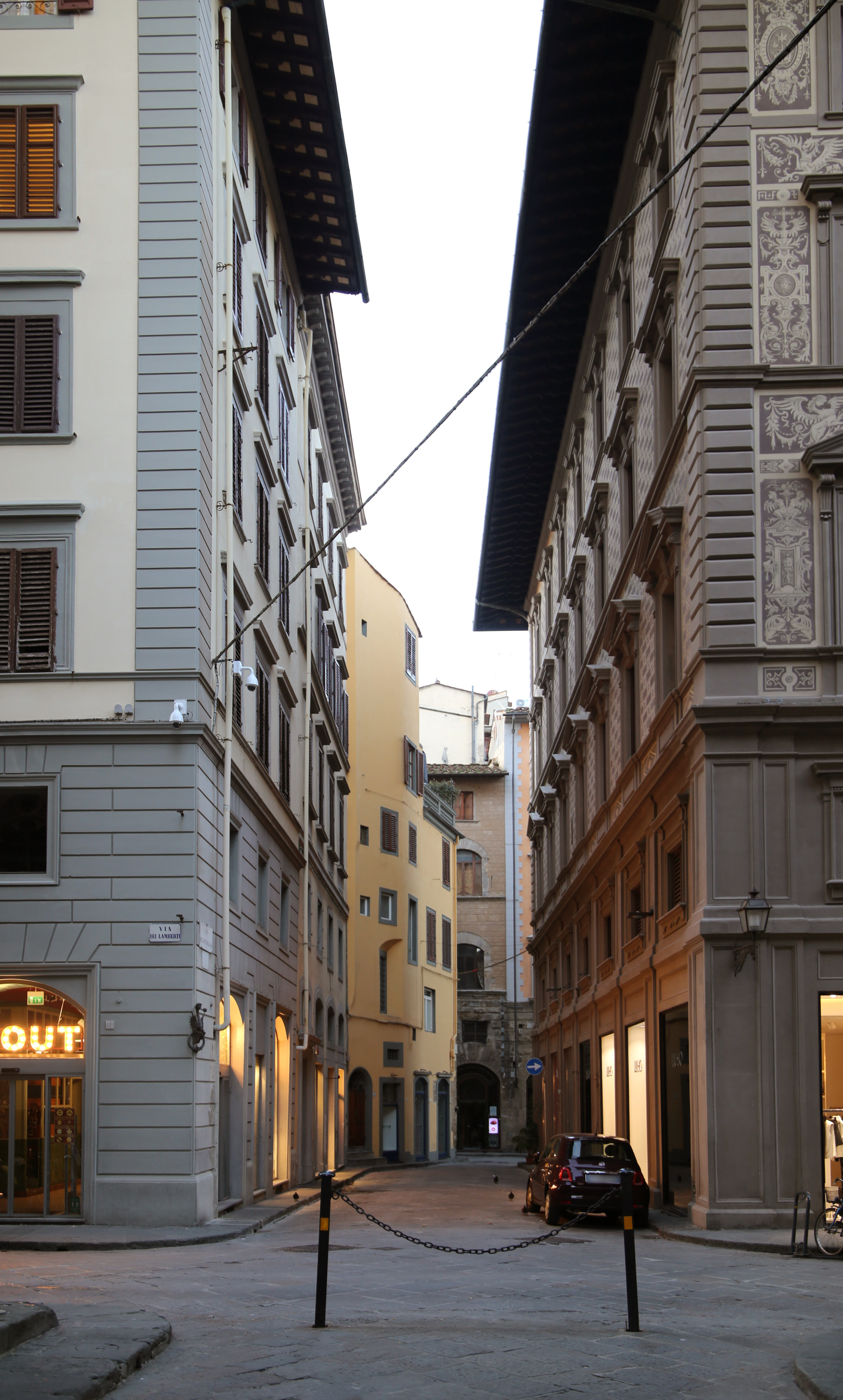
Tratto meridionale della via visto da via dei Lamberti